# Museu de idiomas

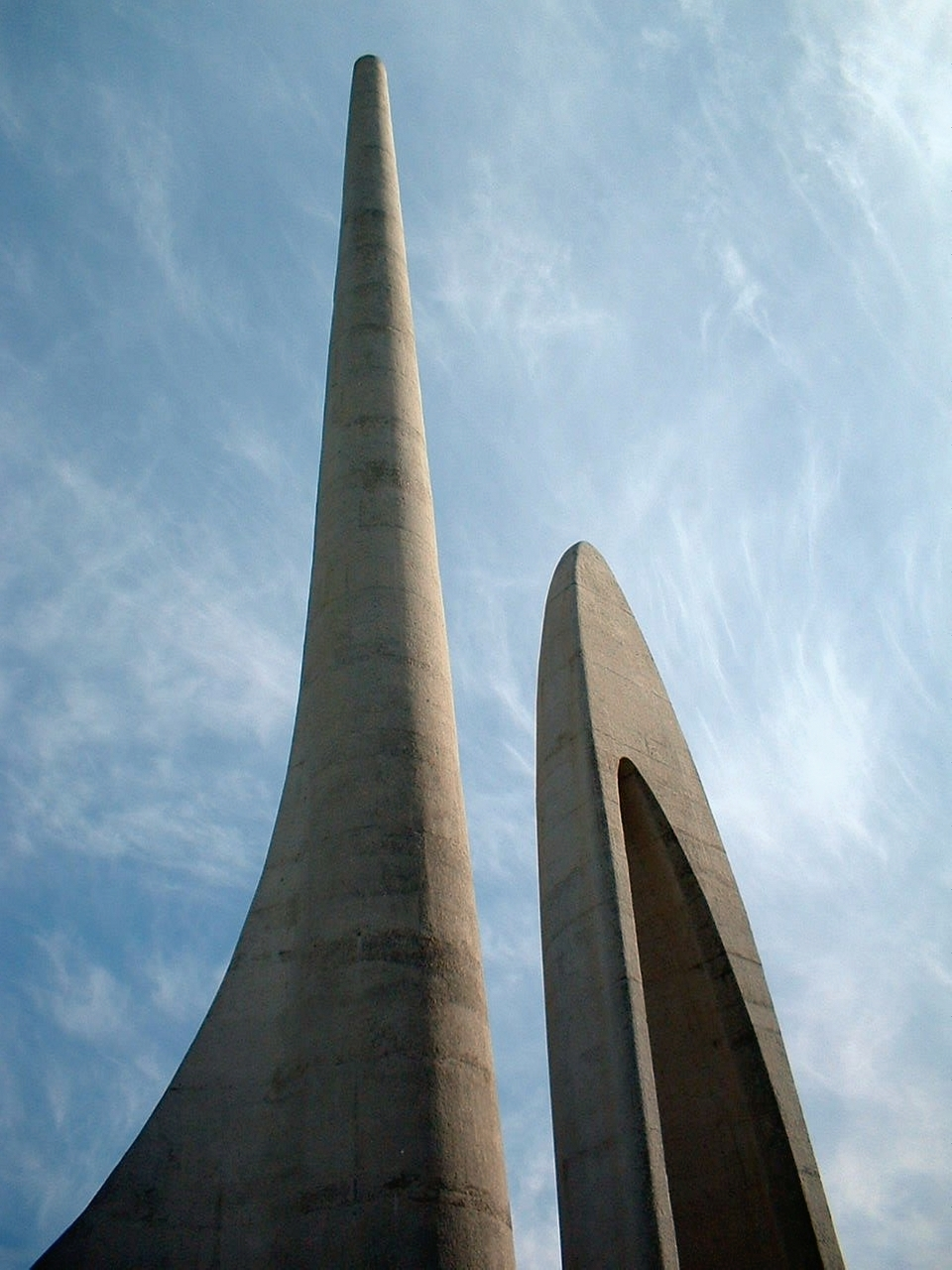
Obeliscos do Afrikaanse Taalmonument, instituição criada para promover a língua africâner.

Museu de idiomas ou museu linguístico é um tipo de museu dedicado à exposição de fatos sobre uma língua ou grupo de línguas.

## Características

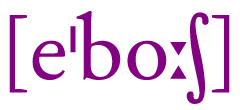
Símbolos do Alfabeto Fonético Internacional, também conhecido como AFI, neste caso a descrever a pronúncia da palavra francesa ébauche, que significa "rascunho".

Os museus de idiomas contemporâneos procuram aliar conhecimentos linguísticos a modernos recursos audiovisuais e de multimídia em suas exposições, procurando dar ao visitante uma visão estimulante, inspiradora e panorâmica sobre os seus mais diversos usos, tanto no presente quanto no decorrer de sua evolução história.
Muito embora sejam normalmente voltados para grandes grupos linguísticos, temos igualmente aqueles dedicados a um único idioma, tais como o Museu da Língua Portuguesa, inaugurado em 21 de março de 2006, na cidade de São Paulo, e o Museu da Língua Africâner (Afrikaanse Taal Museum) , fundado em 14 de agosto de 1975, na África do Sul.